# Цейгер, Иоганн Михаил
Иоганн Михаил Цейгер (нем. Johann Michael Zeyher; 26 ноября 1770, Обернцен, — 23 апреля 1843, Шветцинген) — немецкий садовод и ботаник.
Потомственный садовник; первые шаги по своей специальности сделал в городе Ансбахе, где в ходе ремонта замка  Triesdorf был устроен ставший в то время модным английский парк. После совершенствовал свои навыки, работая в садах Людвигсбурга. Базелья, Мангейма и Дармштадта. Образование получил в нем. Hohe Karlsschule в Штутгарте. Принял участие в переустройстве садов города Карлсруэ на английский манер. Получил работу садовника в Базеле, где и поселился.  
В 1804 он году был приглашён на работу садовником в Шветцинген, где в то время работал знаменитый создатель парков Фридрих Шкель. В 1806 году Цейгер стал директором парка и руководителем лесного хозяйства всего района. 
Известен как основатель лесного питомника «Flora palatina», где занимался преподавательской деятельностью. 
Труды
- Beschreibung der Gartenanlagen zu Schwetzingen, 1809
- Verzeichniss des Gewächse im Grossherzoglichen Garten zu Schwetzingen, 1818
- Schwetzingen und seine Gartenanlagen, 1826